# 7-ма армія (Третій Рейх)
Не варто плутати з 7-ю німецькою армією часів Першої світової війни
7-ма а́рмія (нім. 7. Armee) — польова армія Імперської армії Німеччини у роки Першої світової війни та Вермахту в роки Другої світової війни.

## Історія

### ІІ світова війна
7-ма польова армія (7. Armee) Вермахту була сформована 25 серпня 1939 року на базі 5-го корпусного округу (нім. Wehrkreis V).
З 3 вересня 1939 року по 14 червня 1940 року частини армії знаходилися на позиціях в районі Західного Валу. З 15 червня 1940 року вони перейшли в наступ в районі Верхнього Рейну, вийшли до Ельзасу та Лотарингії.
З 26 червня 1940 року частини армії брали участь в окупації Східної Франції. З 3 липня 1940 року вони почали перекидання на узбережжя Атлантичного океану до Південно-західної Франції. У квітні 1941 року армія була перекинута на узбережжя Ла-Маншу, де і знаходилася до червня 1944 року.
Влітку 1944 роки частини армії вступили в оборонні бої на території Франції. В ході них вони відступили з Нормандії, за Сену до кордонів Німеччини, де зайняли оборону на позиціях Західного Валу. Війська армії брали участь в наступі в Арденнах, в оборонних боях в Бельгії, в районах Тріра, Мозеля.
1 травня 1945 року армія вступила в бій з частинами Червоної армії в районі Лейпцига, де і була остаточно розгромлена.

## Склад армії

##### У травні 1940 року
- 25-й армійський корпус
- 33-й армійський корпус

##### У квітні 1941 року
- 25-й армійський корпус

##### У червні 1942 року
- 25-й армійський корпус
- 84-й армійський корпус

##### У листопаді 1942 року
- 25-й армійський корпус
- 84-й армійський корпус
- 87-й армійський корпус

##### У червні 1944 року
- 1-й танковий корпус СС
- 47-й танковий корпус
- 84-й армійський корпус
- 2-й парашутний корпус

##### У лютому 1945 року
- 13-й армійський корпус
- 53-й армійський корпус
- 80-й армійський корпус

## Командування

### Командувачі
- генерал артилерії, з 1940 — генерал-полковник Фрідріх Долльман (нім. Friedrich Dollmann) (25 серпня 1939 — 28 червня 1944; помер від серцевого нападу);
- СС-оберстгруппенфюрер і генерал-полковник військ СС Пауль Гауссер (нім. Paul Hausser) (28 червня — 20 серпня 1944);
- генерал танкових військ Ганс фон Функ (нім. Hans Freiherr von Funck) (21 серпня — 24 серпня 1944) ТВО;
- генерал танкових військ Генріх Ебербах (нім. Heinrich Eberbach) (24 серпня — 30 серпня 1944) ТВО;
- генерал танкових військ Еріх Бранденбергер (нім. Erich Brandenberger) (31 серпня 1944 — 22 лютого 1945);
- генерал від інфантерії Ганс-Густав Фельбер (нім. Hans-Gustav Felber) (22 лютого — 25 березня 1945);
- генерал від інфантерії Ганс фон Обстфельдер (нім. Hans von Obstfelder) (25 березня — 8 травня 1945).